# Amegilla samarensis
Amegilla samarensis är en biart som först beskrevs av Cockerell 1925.  Amegilla samarensis ingår i släktet Amegilla och familjen långtungebin. Inga underarter finns listade i Catalogue of Life.